# Nicolas Jouanno
Nicolas Jouanno (né le 31 octobre 1987 à Loudéac,) est un coureur cycliste français.

## Biographie
Nicolas Jouanno commence le cyclisme sur ses terres au VCP Loudéac. D'abord concentré sur le cyclo-cross, il passe aux épreuve sur route après neuf ans de pratique dans les sous-bois. Il évolue ensuite à l'UC Alréenne chez les juniors, avant de rejoindre le VC Pays de Lorient. Son père Pierre-Yves, lui-même coureur amateur, est impliqué dans l'organisation de courses cyclistes dans la région.
En 2007, il se distingue en obtenant six victoires, dont le titre de champion du Morbihan espoirs. Il s'impose également sur la première étape de l'Essor breton. L'année suivante, il confirme en terminant dans les premiers sur diverses classiques amateurs bretonnes. Après l'obtention d'un BTS en commerce, il devient stagiaire au sein de l'équipe Bretagne-Armor Lux, puis y passe professionnel en 2009. 
Victime d'une lourde chute sur le Critérium international 2010, il est écarté des compétitions pendant plusieurs mois. Il ne participe à aucune course en fin de saison et décide de mettre un terme à sa carrière. 

## Palmarès
- 2007
  - Champion du Morbihan espoirs
  - 1re étape de l'Essor breton
  - Grand Prix du Chistr'Per[9]
  - Duo breton (avec Pierre-Yves Jouanno)[10]
  - Deux épreuves du Trophée Aven Moros[11],[12]
  - 2e du Tour de Belle-Île-en-Mer
- 2008
  - Trophée Crédit Agricole
  - Grand Prix de Crac'h[13]
  - 2e de la Flèche de Locminé
  - 2e de la Val d'Ille Classic
  - 3e du Saint-Brieuc Agglo Tour
  - 3e du Mémorial d'Automne
- 2009
  - 2e des Boucles de la Loire
  - 3e du Souvenir Louison-Bobet
  - 3e du Souvenir Jean-Floch